# Pedro Antonio Gutiérrez
Pedro Antonio Gutiérrez Figueroa (Trinidad, 4 de mayo de 1962) es un cineasta, guionista, productor y empresario boliviano.
Su primer largometraje, Bárbara, ganó el premio a mejor película en el Miami Independent Film Festival MINDIE 2019.

## Biografía
Pedro Antonio Gutiérrez nació el 4 de mayo de 1962 en Trinidad, Beni, departamento del noreste de Bolivia. Estudió en la UAGRM Ingeniería Civil. Docente universitario desde 1988 hasta 2007 en la Universidad Autónoma Gabriel René Moreno, y en la Universidad Autónoma Juan Misael Saracho.
En el año 2003 publicó la novela "El dueño del mundo".
Fundador del Grupo Editorial La Hoguera. El 2008 fundó el "Grupo Empresarial G7", y desarrolla el proyecto inmobiliario "Los Portones del Urubó".
Pedro Antonio Gutiérrez Figueroa (n. 4 de mayo de 1962, Trinidad, Beni) es un cineasta, productor, escritor y empresario boliviano. Fundador del Grupo Empresarial G7 y del Grupo Editorial La Hoguera, ha dirigido películas como Bárbara (2017) y Santa Clara (2018). Su carrera empresarial ha sido objeto de controversia debido a múltiples denuncias de presunta estafa vinculadas al proyecto Portones del Urubó, Playa motacu, Puerto esmeralda entre otros.

## Su trabajo como cineasta

### Bárbara
En 2016 el cineasta dirigió su primer largometraje Bárbara, escrito por él mismo. Bárbara exploró la sociedad de la ciudad de Santa Cruz, Bolivia, desde la perspectiva de una joven víctima de abuso sexual, que en el transcurso de la historia va develando la corrupción política que atañe a su vecindario en la periferia de la ciudad.

### Santa Clara
En 2018 dirige su segundo largometraje Santa Clara, que espera estrenarse el 7 de noviembre de 2019, un western situada en los años '60 de la Amazonia beniana y cruceña que nos muestra la historia de un arreo de ganado.

### Emputadas
Película en la que funge como Productor Ejecutivo, del director Tomás Bascopé, a estrenarse el 2020.

### DENUNCIAS
En 2023, el medio digital La Voz Bolivia publicó un artículo en el que se denuncian supuestas estafas inmobiliarias relacionadas con el proyecto Portones del Urubó, desarrollado por el Grupo Empresarial G7, del cual Gutiérrez es fundador. Según los testimonios recogidos, se habrían vendido terrenos sin entregar servicios básicos ni documentación legal correspondiente, lo que motivó la apertura de investigaciones por parte de la Fiscalía. [1]

### Controversias
Desde 2013, Pedro Antonio Gutiérrez Figueroa, en su calidad de propietario de la empresa Constructora del Urubó S.A., ha enfrentado múltiples denuncias por presunta estafa relacionadas con el proyecto inmobiliario "Portones del Urubó". Los compradores alegan haber adquirido terrenos en urbanizaciones como Playa Motacú, Itavera y Praderas del Urubó, sin recibir la documentación legal correspondiente ni servicios básicos como agua y electricidad, a pesar de haber transcurrido más de una década desde la compra. :contentReference[oaicite:5]{index=5}
En julio de 2024, el medio *DeRedes.tv* informó que la Unidad Anticorrupción del Ministerio Público y la Policía boliviana iniciaron una investigación contra Gutiérrez Figueroa y su empresa por presuntos delitos de estafa agravada y legitimación de ganancias ilícitas. Como parte de las diligencias, se precintaron las oficinas de Portones del Urubó en la zona de Equipetrol. :contentReference[oaicite:7]{index=7}
Las víctimas, tanto locales como residentes en el extranjero, han denunciado públicamente las irregularidades del proyecto. En respuesta, Gutiérrez Figueroa presentó una "excepción de incompetencia en razón a la materia", buscando trasladar el caso de la vía penal a la civil, lo que ha generado críticas por parte de los afectados, quienes consideran esta acción como un intento de evadir la justicia penal. :contentReference[oaicite:9]{index=9}

## Premios y nominaciones
MINDIE Miami Independent Film Festival
| Año  | Categoría      | Película | Resultado |
| ---- | -------------- | -------- | --------- |
| 2019 | Mejor Película | Bárbara  | Ganador   |

Premios Platino
| Año  | Categoría         | Película | Resultado   |
| ---- | ----------------- | -------- | ----------- |
| 2018 | Mejor Ópera Prima | Bárbara  | Prenominada |

Festival Calzada de Calatrava
| Año  | Categoría      | Película | Resultado |
| ---- | -------------- | -------- | --------- |
| 2018 | Mejor Película | Bárbara  | Nominado  |
| 2018 | Mejor Guion    | Bárbara  | Nominado  |

Madrid International Film Festival
| Año  | Categoría                 | Película | Resultado |
| ---- | ------------------------- | -------- | --------- |
| 2018 | Mejor Película Extranjera | Bárbara  | Nominado  |
| 2018 | Mejor Guion               | Bárbara  | Nominado  |

Selección Oficial
| Año  | Festival                                              | Película    |
| ---- | ----------------------------------------------------- | ----------- |
| 2018 | 14.º. Festival internacional de Cine de Pasto - FICPA | Bárbara     |
| 2018 | 6.º. Festival Internacional de Cine MAFICI            | Bárbara     |
| 2019 | Festival internacional de Cinema de Cerdaña           | Santa Clara |
| 2019 | Festival internacional de Cine de Guayaquil           | Santa Clara |